# Giuliano Ragghianti
Giuliano Ragghianti (Lucca, 19 maggio 1923 – ...) è stato un calciatore italiano, di ruolo centrocampista.

## Carriera
Esordisce nella Lucchese nella stagione 1940-1941, nella quale disputa 8 partite nel campionato di Serie B; viene riconfermato in rosa anche per la stagione 1941-1942, nella quale viene impiegato con maggior frequenza, totalizzando 27 presenze nel campionato cadetto.
Torna a vestire la maglia rossonera durante la stagione 1943-1944, nella quale prende parte al campionato di Divisione Nazionale, in cui disputa 6 partite. Milita nella Lucchese anche nella stagione 1945-1946, nella quale i rossoneri arrivano secondi in classifica nel campionato di Serie C, venendo ammessi al successivo torneo di Serie B: in questa stagione Ragghianti gioca tutti e 26 gli incontri di campionato, nel corso dei quali segna anche una rete. Nella stagione 1946-1947 il centrocampista gioca invece 19 partite nel campionato di Serie B, che la Lucchese vince, conquistando pertanto la promozione in Serie A.
Nel 1948 viene tesserato dal Prato, con il quale nella stagione 1948-1949 gioca 41 partite nel vittorioso campionato di Serie C, al termine del quale i lanieri ritornano in Serie B dopo una sola annata in terza serie.

## Palmarès

### Club

#### Competizioni nazionali
- Serie B: 1

Lucchese: 1946-1947
- Serie C: 1

Prato: 1948-1949